# 马苏第
马苏第（阿拉伯语：‎，？—956年）是一位阿拉伯历史学家、地理学家，被称为“阿拉伯的希罗多德”。全名阿布哈桑·阿里·伊本·侯赛因·伊本·阿里·马苏第（阿拉伯语：‎），约896年出生于巴格达。曾游历了波斯、叙利亚、埃及、印度、斯里兰卡等地。著有《黄金草原》一书，采用纪事本末体记述了欧、亚、非多国历史、地理等方面情况。